# Monety kolekcjonerskie III RP w 2020
W 2020 r. Narodowy Bank Polski wyemitował 28 monet kolekcjonerskich, 21 srebrnych i 5 złotych oraz dwie okolicznościowe pięciozłotówki z serii Odkryj Polskę.

## Spis monet
| Moneta | Nominał     | Stop                    | Średnica (mm) | Masa (g) | Nakład | Data emisji     | Projektant                                | Wizerunek   |
| --- | ----------- | ----------------------- | ------------- | -------- | ------ | --------------- | ----------------------------------------- | ----------- |
| Zygmunt III Waza Seria: Skarby Stanisława Augusta                                                              | 50 złotych  | Ag 999                  | 45            | 62,20    | 5 000  | 23 stycznia     | Robert Kotowicz Anna Wątróbska-Wdowiarska | awersrewers |
| Zygmunt III Waza Seria: Skarby Stanisława Augusta                                                              | 500 złotych | Au 999                  | 45            | 62,20    | 600    | 23 stycznia     | Robert Kotowicz Anna Wątróbska-Wdowiarska | awersrewers |
| 100-lecie zaślubin Polski z Bałtykiem                                                                          | 50 złotych  | Ag 999                  | 45            | 62,20    | 5 000  | 6 lutego        | Dominika Karpińska-Kopiec                 | awersrewers |
| 100-lecie zaślubin Polski z Bałtykiem                                                                          | 50 złotych  | Oksyda, bursztyn        |               |          |        |                 |                                           |             |
| Katyń – Palmiry 1940                                                                                           | 10 złotych  | Ag 925                  | 32            | 14,14    | 11 000 | 19 marca        | Robert Kotowicz                           | awersrewers |
| 10. rocznica tragedii smoleńskiej                                                                              | 10 złotych  | Ag 925                  | 32            | 31,10    | 14 000 | 26 marca        | Robert Kotowicz                           | awersrewers |
| 10. rocznica tragedii smoleńskiej                                                                              | 100 złotych | Au 900                  | 21            | 8,00     | 1 500  | 26 marca        | Robert Kotowicz                           | awersrewers |
| 100. rocznica urodzin Świętego Jana Pawła II                                                                   | 10 złotych  | Ag 925                  | 32            | 14,14    | 16 000 | 14 maja         | Urszula Walerzak                          | awersrewers |
| 100. rocznica urodzin Świętego Jana Pawła II                                                                   | 10 złotych  | Druk UV                 |               |          |        |                 |                                           |             |
| 100. rocznica urodzin Świętego Jana Pawła II                                                                   | 10 złotych  | Ag 999                  | 32            | 31,10    | 12 000 | 14 maja         | Urszula Walerzak                          | awersrewers |
| 100. rocznica urodzin Świętego Jana Pawła II                                                                   | 500 złotych | Au 999                  | 40×40         | 62,20    | 966    | 14 maja         | Urszula Walerzak                          | awersrewers |
| 700-lecie konsekracji kościoła Mariackiego w Krakowie                                                          | 50 złotych  | Ag 999                  | 45            | 62,20    | 6 000  | 22 maja         | Sebastian Mikołajczak                     | awersrewers |
| 700-lecie konsekracji kościoła Mariackiego w Krakowie                                                          | 50 złotych  | Szklana wstawka         |               |          |        |                 |                                           |             |
| Złotówka gdańska Augusta III Seria: Historia Monety Polskiej                                                   | 20 złotych  | Ag 925                  | 38,61         | 28,28    | 12 000 | 16 czerwca      | Dominika Karpińska-Kopiec                 | awersrewers |
| Stanisław Głąbiński Seria: Wielcy polscy ekonomiści                                                            | 10 złotych  | Ag 925                  | 32            | 14,14    | 12 000 | 2 lipca         | Sebastian Mikołajczak                     | awersrewers |
| Węgrów Seria: Polskie Termopile                                                                                | 20 złotych  | Ag 925                  | 38,61         | 28,28    | 10 000 | 23 lipca        | Urszula Walerzak Grzegorz Pfeifer         | awersrewers |
| 40. rocznica powstania NSZZ „Solidarność”                                                                      | 10 złotych  | Ag 925                  | 32            | 14,14    | 11 000 | 6 sierpnia      | Grzegorz Pfeifer                          | awersrewers |
| 75. rocznica powołania Zrzeszenia „Wolność i Niezawisłość” Seria: Wyklęci przez komunistów żołnierze niezłomni | 10 złotych  | Ag 925                  | 32            | 14,14    | 11 000 | 27 sierpnia     | Dobrochna Surajewska                      | awersrewers |
| 75. rocznica powołania Zrzeszenia „Wolność i Niezawisłość” Seria: Wyklęci przez komunistów żołnierze niezłomni | 10 złotych  | Tampondruk              |               |          |        |                 |                                           |             |
| Krzysztof Klenczon Seria: Historia polskiej muzyki rozrywkowej                                                 | 10 złotych  | Ag 925                  | 32            | 14,14    | 12 000 | 15 września     | Sebastian Mikołajczak                     | awersrewers |
| Krzysztof Klenczon Seria: Historia polskiej muzyki rozrywkowej                                                 | 10 złotych  | Ag 925                  | 28,20×28,20   | 14,14    | 12 000 | 15 września     | Sebastian Mikołajczak                     | awersrewers |
| Stanisław Grabski Seria: Wielcy polscy ekonomiści                                                              | 10 złotych  | Ag 925                  | 32            | 14,14    | 12 000 | 22 września     | Robert Kotowicz                           | awersrewers |
| Leopold Caro Seria: Wielcy polscy ekonomiści                                                                   | 10 złotych  | Ag 925                  | 32            | 14,14    | 12 000 | 14 października | Dominika Karpińska-Kopiec                 | awersrewers |
| Antonina Hoffmann Seria: Wielkie aktorki                                                                       | 20 złotych  | Ag 925                  | 40×28         | 28,28    | 13 000 | 27 października | Urszula Walerzak                          | awersrewers |
| Antonina Hoffmann Seria: Wielkie aktorki                                                                       | 20 złotych  | Selektywne platerowanie |               |          |        |                 |                                           |             |
| Mieczysław Dziemieszkiewicz „Rój” Seria: Wyklęci przez komunistów żołnierze niezłomni                          | 10 złotych  | Ag 925                  | 32            | 14,14    | 11 000 | 3 listopada     | Dobrochna Surajewska                      | awersrewers |
| Mieczysław Dziemieszkiewicz „Rój” Seria: Wyklęci przez komunistów żołnierze niezłomni                          | 10 złotych  | Tampondruk              |               |          |        |                 |                                           |             |
| Wincenty Witos Seria: Stulecie odzyskania przez Polskę niepodległości                                          | 10 złotych  | Ag 925                  | 32,00×22,40   | 14,14    | 11 000 | 5 listopada     | Dobrochna Surajewska                      | awersrewers |
| Wincenty Witos Seria: Stulecie odzyskania przez Polskę niepodległości                                          | 100 złotych | Au 900                  | 21            | 8        | 1 200  | 5 listopada     | Dobrochna Surajewska                      | awersrewers |
| Władysław IV Seria: Skarby Stanisława Augusta                                                                  | 50 złotych  | Ag 999                  | 45            | 62,20    | 5 000  | 3 grudnia       | Robert Kotowicz Anna Wątróbska-Wdowiarska | awersrewers |
| Władysław IV Seria: Skarby Stanisława Augusta                                                                  | 500 złotych | Au 999                  | 45            | 62,20    | 600    | 3 grudnia       | Robert Kotowicz Anna Wątróbska-Wdowiarska | awersrewers |
| Ofiarom obozu KL Warschau                                                                                      | 10 złotych  | Ag 925                  | 32            | 14,14    | 11 000 | 8 grudnia       | Dominika Karpińska-Kopiec                 | awersrewers |
| Ofiarom obozu KL Warschau                                                                                      | 10 złotych  | Oksyda                  |               |          |        |                 |                                           |             |